# Chesneya
Genre
Synonymes
- Kostyczewa Korsh[2].

Chesneya est un genre de plantes dicotylédones de la famille des Fabaceae, sous-famille des Faboideae, originaire de l'Asie centrale et de l'ouest de la Chine, qui comprend environ 45 espèces acceptées.

## Étymologie
Le nom générique, « Chesneya », est un hommage à Francis Rawdon Chesney (1789-1872), général britannique, collecteur de plantes lors d'une expédition dans la vallée de l'Euphrate.

## Liste d'espèces
Selon The Plant List (11 novembre 2018) :
- Chesneya acaulis (Baker) Popov
- Chesneya afghanica Rech.f. & Koie
- Chesneya antoninae Rassulova & Sharipova
- Chesneya astragalina Jaub. & Spach
- Chesneya badachschanica Boriss.
- Chesneya borissovae Pavlov
- Chesneya botschantzevii R.M.Vinogr.
- Chesneya crassipes Boriss.
- Chesneya cuneata (Benth.) Ali
- Chesneya darvasica Boriss.
- Chesneya depressa (Oliv.) Popov
- Chesneya dshungarica Golosk.
- Chesneya ferganensis Korsh.
- Chesneya gansuensis Y.X.Liou
- Chesneya gaubaeana Bornm.
- Chesneya gracilis (Boriss.) Kamelin
- Chesneya grubovii Yakovlev
- Chesneya hissarica Boriss.
- Chesneya intermedia (Yakovlev) Zi G. Qian
- Chesneya isfarensis Tarakulov
- Chesneya karatavica Kamelin
- Chesneya kopetdaghensis Boriss.
- Chesneya kotschyi Boiss.
- Chesneya kschutica Rassulova & Sharipova
- Chesneya latefoliolata Rassulova & Sharipova
- Chesneya linczevskyi Boriss.
- Chesneya macrantha S.H. Cheng ex H.C. Fu
- Chesneya mongolica Maxim.
- Chesneya neplii Boriss.
- Chesneya parviflora Jaub. & Spach
- Chesneya paucifoliolata (Yakovlev) Zi G. Qian
- Chesneya polystichoides (Hand.-Mazz.) Ali
- Chesneya potaninii (Yakovlev) Govaerts
- Chesneya quinata Al.Fed.
- Chesneya rytidosperma Jaub. & Spach
- Chesneya spinosa P.C.Li
- Chesneya tadzhikistana Boriss.
- Chesneya ternata (Korsh.) Popov
- Chesneya tribuloides Nevski
- Chesneya trijuga Boriss.
- Chesneya turkestanica Franch.
- Chesneya vaginalis sensu Rawi
- Chesneya villosa (Boriss.) Kamelin & R.M.Vinogr.
- Chesneya volkii Rech.f.
- Chesneya yunnanensis (Yakovlev) Zi G. Qian

Selon Plants of the World Online (site visité le 5 février 2025), il y a 47 espèces acceptées:
- Chesneya acaulis (Baker) Popov
- Chesneya afghanica Rech.f. & Köie
- Chesneya antoninae Rassulova & B.A.Sharipova
- Chesneya astragalina Jaub. & Spach
- Chesneya badachschanica Boriss.
- Chesneya borissovii Pavlov
- Chesneya botschantzevii R.M.Vinogr.
- Chesneya crassipes Boriss.
- Chesneya cuneata (Benth.) Ali
- Chesneya darvasica Boriss.
- Chesneya depressa (Oliv.) Popov
- Chesneya dshungarica Golosk.
- Chesneya elegans Fomine
- Chesneya ferganensis Korsh.
- Chesneya gracilis (Boriss.) Kamelin
- Chesneya hissarica Boriss.
- Chesneya intermedia (Yakovlev) Z.G.Qian
- Chesneya isfarensis Turak.
- Chesneya karatavica Kamelin
- Chesneya kopetdaghensis Boriss.
- Chesneya kotschyi Boiss.
- Chesneya kschtutica Rassulova & B.A.Sharipova
- Chesneya latefoliolatus Rassulova & B.A.Sharipova
- Chesneya linczevskii Boriss.
- Chesneya macrantha W.C.Cheng ex H.C.Fu
- Chesneya mongolica Maxim.
- Chesneya neplii Boriss.
- Chesneya nikitinae Lazkov
- Chesneya nubigena (D.Don) Ali
- Chesneya parviflora Jaub. & Spach
- Chesneya paucifoliolata (Yakovlev) Z.G.Qian
- Chesneya pavlovii Kamelin & Gubanov
- Chesneya polystichoides (Hand.-Mazz.) Ali
- Chesneya popovii Kamelin & Yakovlev
- Chesneya purpurea P.C.Li
- Chesneya quinata Fed.
- Chesneya rytidosperma Jaub. & Spach
- Chesneya staintonii Kamelin & Yakovlev
- Chesneya tadzhikistana Boriss.
- Chesneya ternata (Korsh.) Popov
- Chesneya tribuloides Nevski
- Chesneya trijuga Boriss.
- Chesneya turkestanica Franch.
- Chesneya vaginalis Jaub. & Spach
- Chesneya villosa (Boriss.) Kamelin & R.M.Vinogr.
- Chesneya volkii Rech.f.
- Chesneya yunnanensis (Yakovlev) Z.G.Qian